# Ammónium-klorid
| Ammónium-klorid                                                                                                 |                                                      |
| |                                                      |
| |                                                      |
| \| \| \| |                                                      |
| |                                                      |
| IUPAC-név | ammónium-klorid                                      |
| Kémiai azonosítók                                                                                               |                                                      |
| CAS-szám | 12125-02-9                                           |
| PubChem | 25517                                                |
| ChemSpider | 23807                                                |
| EINECS-szám | 235-186-4                                            |
| DrugBank | DB06767                                              |
| KEGG | D01139                                               |
| ChEBI | 31206                                                |
| RTECS szám | BP4550000                                            |
| ATC kód | , B05XA04 G04BA01                                    |
| Gyógyszer szabadnév                                                                                             | ammonium chloride                                    |
| Gyógyszerkönyvi név                                                                                             | Ammonii chloridum                                    |
| InChIKey | NLXLAEXVIDQMFP-UHFFFAOYSA-N                          |
| Gmelin | 10120                                                |
| UNII | 01Q9PC255D                                           |
| ChEMBL | CHEMBL1200939                                        |
| Kémiai és fizikai tulajdonságok                                                                                 |                                                      |
| Kémiai képlet                                                                                                   | NH4Cl                                                |
| Moláris tömeg                                                                                                   | 53,49 g/mol                                          |
| Megjelenés | fehér, szilárd                                       |
| Sűrűség | 1,527 g/cm³                                          |
| Olvadáspont | 338 °C szublimál                                     |
| Forráspont | 520 °C                                               |
| Oldhatóság (vízben)                                                                                             | 29,7 g/100 g vízben, 0 °C-on                         |
| Termokémia |                                                      |
| Std. képződési entalpia ΔfHo298                                                                                 | ‒314,55 kJ/mol                                       |
| Standard moláris entrópia So298                                                                                 | 94,85 J K‒1 mol‒1                                    |
| Veszélyek |                                                      |
| EU osztályozás                                                                                                  | Ártalmas (Xn)                                        |
| R mondatok | R22-R36                                              |
| S mondatok | (S2)-S22                                             |
| LD50 | 1650 mg/kg (patkány, szájon át)                      |
| Rokon vegyületek                                                                                                |                                                      |
| Azonos kation                                                                                                   | ammónium-fluorid ammónium-bromid ammónium-jodid      |
| Azonos anion | nátrium-klorid kálium-klorid hidroxilammónium-klorid |
| Ha másként nem jelöljük, az adatok az anyag standardállapotára (100 kPa) és 25 °C-os hőmérsékletre vonatkoznak. |                                                      |
| |                                                      |

Az ammónium-klorid (NH4Cl) (más néven ammóniasó, szalmiák, szalmiáksó vagy E510) az ammónia egy sója, mely tiszta állapotban erősen vízoldékony kristályokat alkot. Vizes oldata közepesen savas kémhatású.

## Története
A vegyület neve már az ókori perzsa és arab nyelvben is megjelenik nushadir (نشادر) néven, Kínában náoshā (硇砂), Indiában pedig nao sadar néven volt ismert. A rómaiak az ókori Líbiában Jupiter Amun (a görög Ammonból, Ἄμμων) temploma mellől gyűjtötték az ammónium-kloridot, ezért sal ammoniacus nak, vagyis Amun sójának nevezték, a templom közelsége miatt.
Az alkímiában nagy jelentőséget tulajdonítottak neki, mert két olyan anyagból áll (vízben oldva ammónia és sósav), melyek erősen korrodálják a fémeket. Ezért azt hitték, hogy az ammónium-klorid lehet a fémek más fémmé való átalakításának kulcsa. Az arabok ammónia előállítására alkalmazták.
2NH4Cl + 2CaO → CaCl2 + Ca(OH)2 + 2NH3

## Előfordulása, előállítása
A természetben elsősorban vulkanikus területek közelében található, főként gázkitörések mellett. A kitörő gázból csapódik ki, de nem túl hosszú életű, mert vízzel érintkezve azonnal feloldódik.
Ipari méretekben szintetikus úton, ammóniából (NH3) és sósavból (HCl) állítják elő:
NH3 + HCl → NH4Cl

## Felhasználási területek
- az ammónium-klorid szinte bármely barkácsboltban beszerezhető, mert a forrasztópákák forrasztási felületének, és a forrasztandó felület megtisztításához szokták alkalmazni
- egyes sípályákon 0 °C felett használják, mert kiszórásával a hó lassabban olvad, valamint állaga keményebb lesz.[5]
- élelmiszerek esetén savanyúságot szabályozó anyagként, számos élelmiszerben megtalálható E510 néven. Elsősorban élesztőt tartalmazó pékárukban, tésztákban fordulhat elő. Napi maximum beviteli mennyisége nincs meghatározva, mert igen intenzív íze miatt csak kis mennyiségben alkalmazható. Ismert mellékhatása nincs.
- kozmetikumokban is előfordulhat
- a gyógyszeriparban elsősorban köhögés, vagy pH-instabilitás esetén alkalmazzák
- a skandináv országokban egy speciális helyi édesség gyártására is használják, Finnországban alkoholos és alkoholmentes italok alapanyaga
- nagy mennyiségben irritálja a nyálkahártyát